# Маховка (Білорусь)
Маховка (біл. Махоўка) — село в складі Пуховицького району Мінської області, Білорусь. Село підпорядковане Новопольській сільській раді, розташоване в центральній частині області.